# Oraesia
Oraesia är ett släkte av fjärilar. Oraesia ingår i familjen nattflyn.

## Bildgalleri

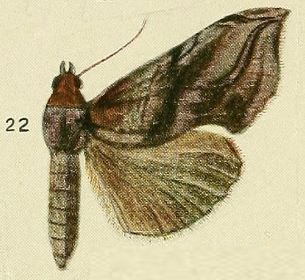
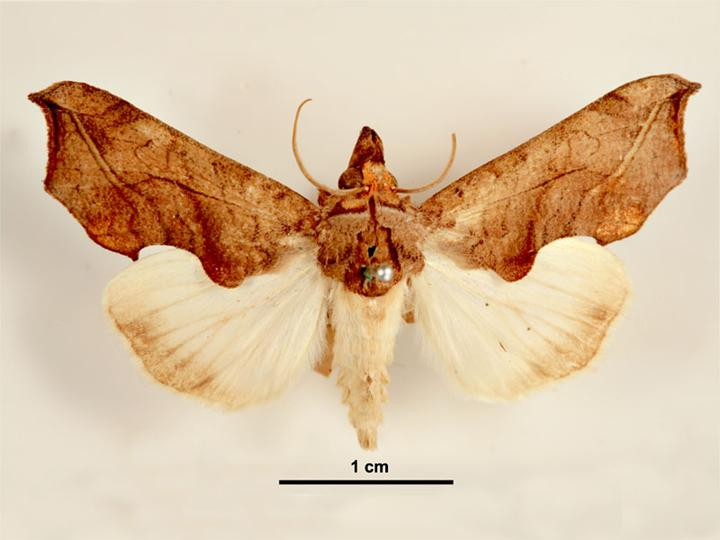
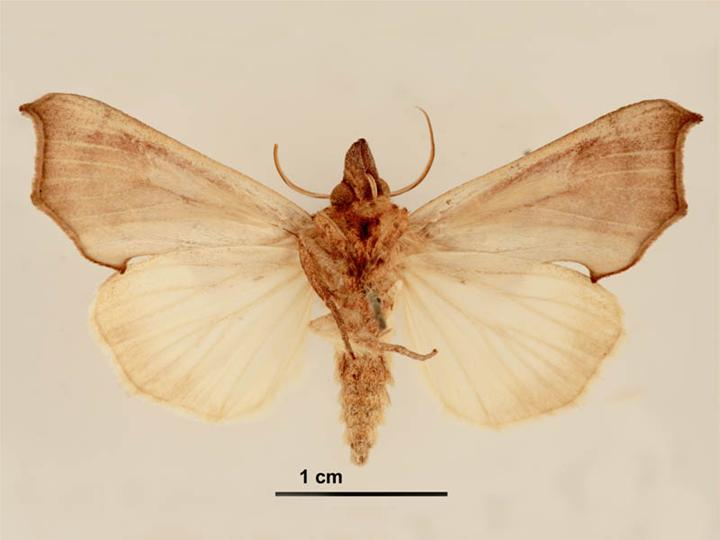
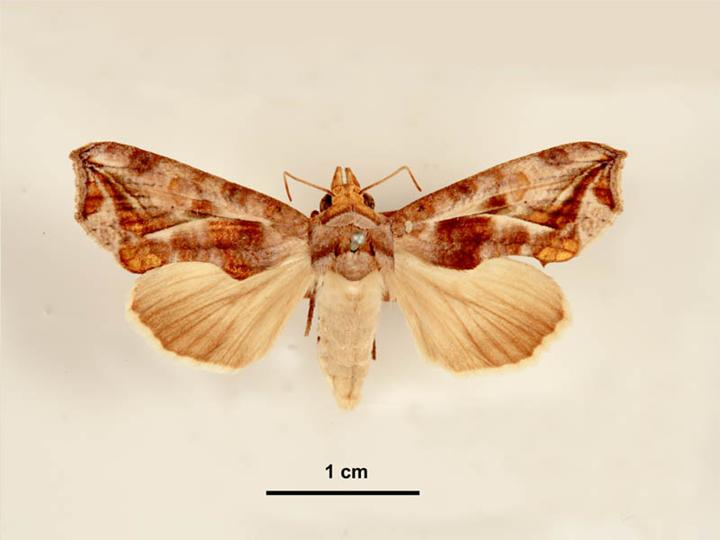
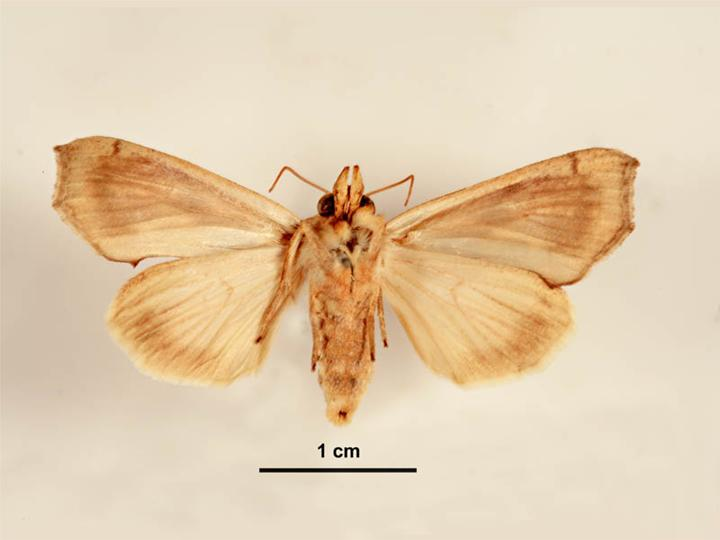
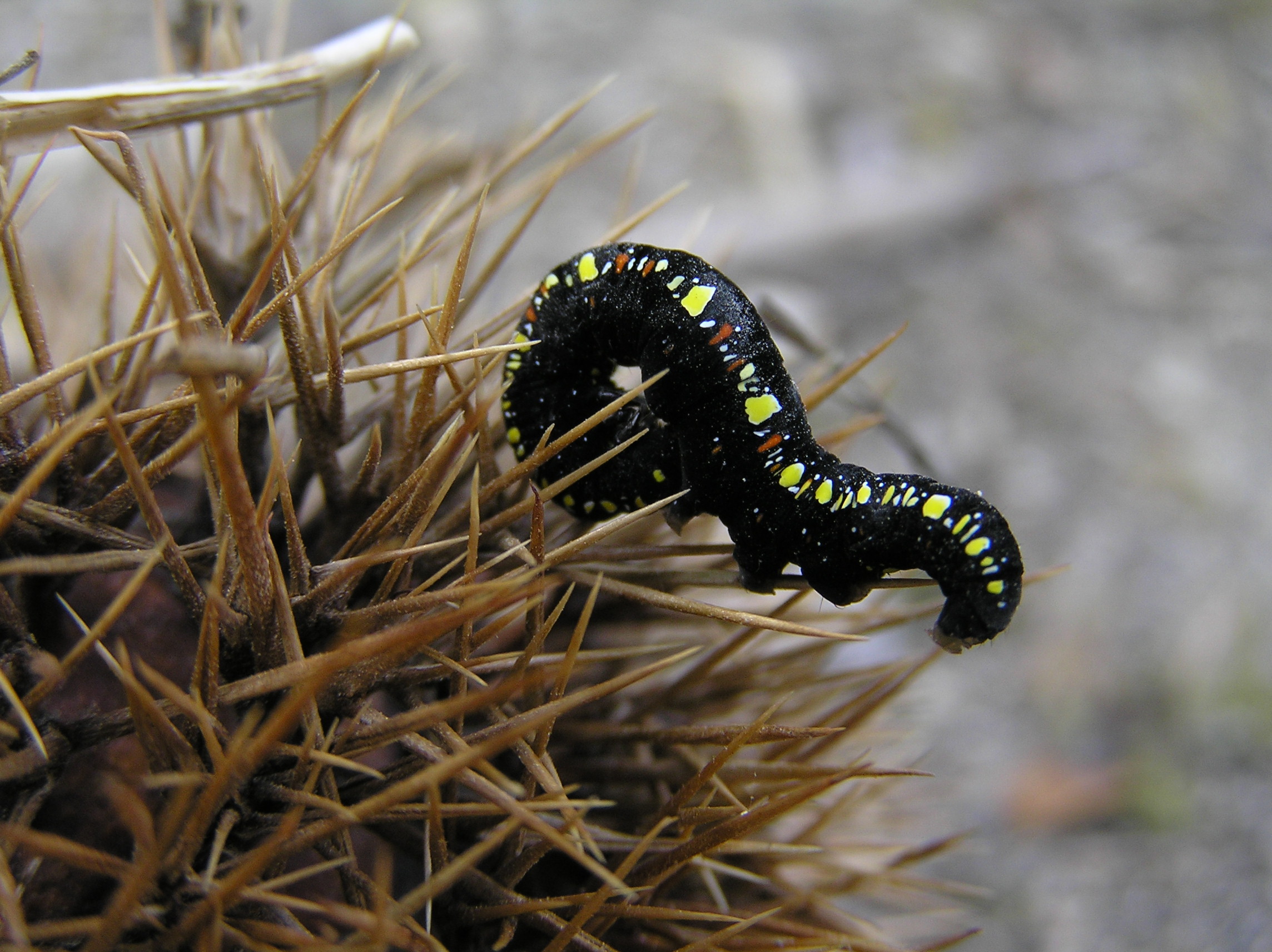

## Dottertaxa tillOraesia, i alfabetisk ordning[1]
- Oraesia aeneofusa
- Oraesia aequalis
- Oraesia albescens
- Oraesia alliciens
- Oraesia argyrolampra
- Oraesia argyrosema
- Oraesia argyrosigna
- Oraesia camaguina
- Oraesia cerne
- Oraesia coelonota
- Oraesia cuprea
- Oraesia emarginata
- Oraesia excavata
- Oraesia excitans
- Oraesia glaucocheila
- Oraesia hartmanni
- Oraesia honesta
- Oraesia igneceps
- Oraesia metallescens
- Oraesia nobilis
- Oraesia pierronii
- Oraesia provocans
- Oraesia rectistria
- Oraesia serpens
- Oraesia striolata
- Oraesia stupenda
- Oraesia subuncula
- Oraesia tentans
- Oraesia triobliqua
- Oraesia wintgensi